# Akademischer Seglerverein zu Greifswald
Der Akademische Seglerverein zu Greifswald (kurz: ASV) ist ein Akademischer Seglerverein in Greifswald-Wieck.

## Geschichte
Erste Vorläufer gab es bereits seit dem Jahr 1902, der Akademische Segelverein zu Greifswald wurde jedoch endgültig im Jahr 1908 gegründet, mit Zustimmung von Rektor und Akademischem Senat der Universität Greifswald und auf Betreiben von Theodor Vahlen und Hermann Drahn. Es gab bereits einige Akademische Seglervereine an Technischen Hochschulen, der ASV zu Greifswald war aber der erste Akademische Seglerverein an einer deutschen Universität. Er hatte im Unterschied zu den Vereinen an THs keinen korporativen Charakter, was seiner Beliebtheit unter den Mitgliedern der Universität jedoch im Nachhinein zuträglich war, da so es Mitgliedern von verschiedensten Verbindungen möglich war, Mitglied zu werden. Vier Jahre später wurde nach den gleichen Prinzipien wie in Greifswald mit dem ASV in Kiel der zweite derartige Verein an der deutschen Ostseeküste gegründet.
Verschiedene Regatten, vor allem mit Segelclubs aus Stralsund und Stettin, fanden in den folgenden Vorkriegsjahren statt. Der Verein war Mitbegründer des pommerschen Regatta-Verbandes. Insbesondere war der ASV an der Organisation der Pommernwoche beteiligt, einer Regatta, die sich von 1911 bis 1939 zwischen Warnemünde und Stettin reger Teilnahme erfreute und in dieser Zeit neben der Kieler Woche die erfolgreichste und bekannteste Segelveranstaltung des Deutschen Reiches war. In den Zwischenkriegsjahren gab es ASV-Außenstellen in Stettin und Berlin. Zur Zeit des Ersten Weltkrieges war der ASV „geschlossen“ und das Vereinsleben kam, ebenso wie während des Zweiten Weltkriegs, völlig zum Erliegen. Nach Kriegsende wurden in ganz Deutschland sämtliche Vereine aufgelöst, so auch der ASV. Wie überall in der DDR wurden auch in Greifswald Betriebssportgemeinschaften gegründet, so wurde an der Universität die Hochschulsportgemeinschaft begründet. Die Sektion Segeln übernahm die Boote, die vormals dem ASV gehörten. Mitglieder des ASV, die in Greifswald geblieben waren, bauten die Sektion Segeln mit auf.
Im Jahr 1968 gründeten ehemalige Greifswalder ASV-Mitglieder den ASV Greifswald zu Lübeck. Nach der politischen Wende 1990 traten die Mitglieder der Sektion Segeln aus der Hochschulsportgemeinschaft aus und nannten sich ASV zu Greifswald. Zuerst gab es seitens des ASV Greifswald in Lübeck dagegen erheblichen Widerstand. Heute bestehen freundschaftliche Kontakte und beide Vereine betrachten sich als Nachfolger des alten ASV.

## Verein
Das Vereinsziel laut Satzung ist die „die Förderung des Segelsports im Rahmen des Akademischen Lebens der Ernst-Moritz-Arndt-Universität (EMAU) Greifswald unter vorrangiger Einbeziehung der Studentenschaft und der Jugend“.
Zu den Aktivitäten des ASV gehören vor allem das Fahrten- und Wettfahrtsegeln sowie die seglerische Ausbildung von Mitgliedern und Nichtmitgliedern. Im Jahr 1932 besaß der Verein zwei Seekreuzer, einen Jollenkreuzer und eine Jolle. Heute unterhält der ASV zu Greifswald vier vereinseigene Kielboote sowie mehrere Jollen und ca. 30 private Kielboote.
Das nähere Segelgebiet umfasst neben der Dänischen Wiek und dem Greifswalder Bodden auch die südliche Ostseeküste um die größten deutschen Inseln Rügen und Usedom.